# Дейв Уокър
Дейв Уокър (на английски: David Walker) е австралийски пилот от Формула 1, роден е на 10 юни 1941 г. в Сидни, Австралия.

## Кариера във Формула 1
Дейв Уокър дебютира във Формула 1 през 1971 г. в Голямата награда на Нидерландия с тима на Лотус, в световния шампионат на Формула 1 записва 11 участия като не успява да спечели точки. Състезава се само за отбора на Лотус.